# Musikvidenskab på Aarhus Universitet
Musikvidenskab blev oprettet på Aarhus Universitet i 1946. Faget er en del af Institut for Kommunikation og Kultur og har til huse i bygning 1580 på Kasernen på Langelandsgade.

## Professorater
- Knud Jeppesen (1946 til 1957)
- Søren Sørensen (1958-1990)
- Bo Marschner (1997 til årsskiftet 2008/2009)
- Linda Maria Koldau (2009 til 2012)

## Andre store profiler
- Otto Mortensen (ansat fra 1966 til 1974)

## Ansatte (pr. 15/7-16)[1]
- Pia Rasmussen, uddannelsesleder
- Erling Kullberg, lektor emeritus
- Jens Johansen, lektor
- Thomas Holme Hansen, lektor
- Martin Guldberg, studielektor
- Dorte Hagen Jensen, studielektor
- Charlotte Rørdam Larsen, lektor
- Steen Kaargaard Nielsen, lektor
- Mads Krogh, lektor
- Jesper Gottlieb, ekstern lektor
- Emil Hess, ekstern lektor
- Peter Just Rasmussen, ekstern lektor

Herudover en række undervisningsassistenter og ph.d.-stipendiater.

## Links
1. ↑  Dramaturgi og Musikvidenskab

56°10′3.09″N 10°11′51.08″Ø / 56.1675250°N 10.1975222°Ø